# 1859年谢马哈地震
1859年谢马哈地震，或译为1859年沙马基地震，1859年6月11日发生在俄罗斯帝国谢马哈省的一次地震，震中在谢马哈县。此次地震震级为5.9级，造成中度破坏并造成约100人死亡。